# 大原がおり
大原 がおり（おおはら がおり、1976年〈昭和51年〉2月17日 - ）は、日本のタレント、実業家、グラビアアイドル。旧芸名、大原 かおり（おおはら かおり）。本名、大原 香織（おおはら かおり）。東京都八王子市出身。

## 来歴
八百屋の娘として生まれる。高校生時に服装で隠せないほどに乳房が大きくなる。なお、母親も巨乳であった。19歳のときに六本木でスカウトされ、1996年（20歳）にフィットから大原かおり名義でデビュー。『邦子がタッチ』（テレビ朝日）の企画で、ダイエッターズの一員として7kg減量した。同番組への出演をきっかけに巨乳タレントとしてグラビアなどの仕事が増えていく。1997年に『出動!ミニスカポリス』（テレビ東京）の3代目ポリスに就任、『ギルガメッシュないと』に出演し、注目を集める。30代を過ぎるとテレビ番組からのオファーが激減。2005年に犬のファッションブランド「Otty」を設立。なお、名前の由来は「お手」から来ている。
2017年12月23日放送の『有吉大反省会 カミングアウト・バトルロイヤル』（日本テレビ系）に出演し、事務所に内緒で「大原がおり」に改名していたことを発表した。姓名判断で「がおり」にすることで運気が上がると診断されて改名した。2019年4月6日放送の『有吉反省会』では、スリーサイズが実測B85、W75、H82であったことからスリーサイズ詐欺を反省した。
レースクイーンに関心があったことからレーシングドライバーの脇阪寿一に8年ほどかけて頼み込んで、2020年11月に脇阪率いるチーム「ASSO MOTOR SPORTS」を応援するレースクイーン「オウルテックレディ」として44歳でレースクイーンに初挑戦した。
2024年3月27日、設立から28年間所属していた事務所「フィット」が破産。これを「壇蜜、吉木りさらの事務所が破産」と報じられ、「自分は“ら”の中に入っているんだ」と感じて「神様が『もう、辞めなさい』と言っているのかな」と考え、芸能界から離れる選択も考えたが、江頭2:50から「絶対に夢をあきらめちゃダメだ」などの説得を受けて芸能活動の継続を決意する。

## 人物
バラエティ番組好き。極楽とんぼの山本圭壱と親交があり、山本のYouTubeチャンネル「けいちょんチャンネル」にも不定期で出演している。江頭2:50とも親交があり、テリー伊藤にタレントとして育てられたという共通点がある。江頭のYouTubeチャンネル「エガちゃんねる」が2024年8月に開催した「エガフェス」（前夜祭）にも出演した。

## 主な出演

### テレビ番組
- サンデージャポン（TBS）
- 有吉反省会（日本テレビ）
- NGスクール（テレビ朝日）
- ロンドンハーツ（テレビ朝日）
- 出動!ミニスカポリス（テレビ東京）
- ギルガメッシュないと（テレビ東京）
- ろみひー（中京テレビ）
- しあわせ家族計画（TBS）
- 日曜スタジオパーク（NHK）
- 踊る!さんま御殿!!（日本テレビ）
- 志村けんのバカ殿様（フジテレビ）
- ごきげんよう（フジテレビ）
- めちゃ×2イケてるッ!（フジテレビ）
- 神様、もう少しだけ（フジテレビ）
- くりぃむナントカ（テレビ朝日）
- 田舎に泊まろう!（テレビ東京）
- 出没!アド街ック天国（テレビ東京）
- たかじん胸いっぱい（関西テレビ）
- 走れ!ガリバーくん（関西テレビ）
- たかじんONE MAN（毎日放送）
- 大爆笑問題（テレビ東京）
- クイズプレゼンバラエティー Qさま!!（テレビ朝日）
- ラブジェネレーション（フジテレビ）
- イマだ!タレント再生工場 「ノムさん」（フジテレビ・第1弾、第2弾に登場）
- 今夜もドル箱（テレビ東京・準レギュラー）
- 待機！無理スカポリス（2017年6月9日 -  2018年12月21日、Kawaiian TV）

### インターネット番組
- コイカツ 恋愛ノウハウトークライブvol.2（マシェリバラエティ マシェバラ 2010年11月19日）

### 映画
- 義務と演技 - 女優としてのデビュー
- 兜王ビートル（ラ・マリポッサ／蝶野ひとみ）

### Vシネマ
- 仁義16-19（神林通商・職員・池田砂緒里 役）
- オレは出張撮影師

## 作品

### 写真集
- Halloa（1997年2月5日、英知出版、撮影：斉木弘吉）ISBN 4-7542-1151-0
- O（1997年6月29日、扶桑社、撮影：渡辺達生）ISBN 4-594-02277-4
- Capricieux（1998年12月15日、ワニブックス、撮影：山内順仁）ISBN 4-8470-2516-4
- 月刊大原かおり(SHINCHO MOOK)（2000年9月11日、新潮社、撮影：内田将二）ISBN 4-10-790075-4
- BRAND O（2002年11月12日、アクアハウス、撮影：山岸伸）ISBN 4-86046-059-6

### イメージビデオ
- CREA（1996年4月、笠倉出版）
- Pure Love（1997年6月、ポニーキャニオン）
- Final beauty（1997年11月、竹書房）
- Brand《O》（2002年12月）

## テレビコマーシャル
- 日本コカ・コーラ Minute Maid
- セガドリームキャスト プロ野球チームをつくろう!
- 富山化学 ピロカット
- アース製薬 ゴキプルン
- でん六 チョコパーティ